# Varsity Match
Il Varsity Match è un incontro di Rugby a 15 giocato tra le università di Oxford e Cambridge in Inghilterra.
L'evento si svolge annualmente dal 1872, interrotto soltanto dalle due guerre mondiali. Dal 1921, l'incontro si volge allo Stadio di Twickenham.
Fino al 2004, per tradizione la partita si svolgeva il secondo martedì del mese di dicembre.
Nel 2020 causa la pandemia di COVID-19, l'incontro è stato posticipato e si è disputato il 4 luglio 2021 a Leicester.
Dopo il 140º si contano 64 vittorie di Cambridge e 62 vittorie di Oxford, 14 partite sono finite in parità.

## Risultati[2]
| Risultati          | Risultati |
| ------------------ | --------- |
| Vittorie Cambridge | 64        |
| Vittorie Oxford    | 62        |
| Parità             | 14        |

| Anno | Vincitore          | Risultato |
| 1872 | Univ. di Oxford    | 3-0       |
| 1873 | Univ. di Cambridge | 5-0       |
| 1873 | Pareggio           | 1-1       |
| 1874 | Pareggio           | 0-0       |
| 1875 | Univ. di Oxford    | 1-0       |
| 1876 | Univ. di Cambridge | 5-0       |
| 1877 | Univ. di Oxford    | 2-0       |
| 1879 | Pareggio           | 0-0       |
| 1880 | Univ. di Cambridge | 6-3       |
| 1880 | Pareggio           | 1-1       |
| 1881 | Univ. di Oxford    | 7-3       |
| 1883 | Univ. di Oxford    | 13-3      |
| 1883 | Univ. di Oxford    | 1-0       |
| 1884 | Univ. di Oxford    | 10-1      |
| 1885 | Univ. di Cambridge | 2-0       |
| 1886 | Univ. di Cambridge | 3-0       |
| 1887 | Univ. di Cambridge | 5-0       |
| 1888 | Univ. di Cambridge | 5-0       |
| 1889 | Univ. di Oxford    | 4-0       |
| 1891 | Univ. di Cambridge | 4-0       |
| 1891 | Pareggio           | 3-3       |
| 1892 | Pareggio           | 0-0       |
| 1893 | Univ. di Oxford    | 3-0       |
| 1894 | Pareggio           | 5-5       |
| 1895 | Univ. di Cambridge | 5-0       |
| 1896 | Univ. di Oxford    | 9-8       |
| 1897 | Univ. di Oxford    | 6-0       |
| 1898 | Univ. di Cambridge | 11-0      |
| 1899 | Univ. di Cambridge | 22-0      |
| 1900 | Univ. di Oxford    | 10-8      |
| 1901 | Univ. di Oxford    | 8-0       |
| 1902 | Pareggio           | 8-8       |
| 1903 | Univ. di Oxford    | 18-13     |
| 1904 | Univ. di Cambridge | 15-10     |
| 1905 | Univ. di Cambridge | 15-3      |
| 1906 | Univ. di Oxford    | 12-8      |
| 1907 | Univ. di Oxford    | 17-0      |
| ---- | ------------------ | --------- |

| Anno      | Vincitore                                           | Risultato                                           |                                                     |
| 1908      | Pareggio                                            | 5-5                                                 |                                                     |
| 1909      | Univ. di Oxford                                     | 35-3                                                |                                                     |
| 1910      | Univ. di Oxford                                     | 23-18                                               |                                                     |
| 1911      | Univ. di Oxford                                     | 19-0                                                |                                                     |
| 1912      | Univ. di Cambridge                                  | 10-3                                                |                                                     |
| 1913      | Univ. di Cambridge                                  | 13-3                                                |                                                     |
| 1914-1918 | non disputato a causa della prima guerra mondiale   | non disputato a causa della prima guerra mondiale   | non disputato a causa della prima guerra mondiale   |
| 1919      | Univ. di Cambridge                                  | 7-5                                                 |                                                     |
| 1920      | Univ. di Oxford                                     | 17-14                                               |                                                     |
| 1921      | Univ. di Oxford                                     | 11-5                                                |                                                     |
| 1922      | Univ. di Cambridge                                  | 21-8                                                |                                                     |
| 1923      | Univ. di Oxford                                     | 21-14                                               |                                                     |
| 1924      | Univ. di Oxford                                     | 11-6                                                |                                                     |
| 1925      | Univ. di Cambridge                                  | 33-3                                                |                                                     |
| 1926      | Univ. di Cambridge                                  | 30-5                                                |                                                     |
| 1927      | Univ. di Cambridge                                  | 22-14                                               |                                                     |
| 1928      | Univ. di Cambridge                                  | 14-10                                               |                                                     |
| 1929      | Univ. di Oxford                                     | 9-0                                                 |                                                     |
| 1930      | Pareggio                                            | 3-3                                                 |                                                     |
| 1931      | Univ. di Oxford                                     | 10-3                                                |                                                     |
| 1932      | Univ. di Oxford                                     | 8-3                                                 |                                                     |
| 1933      | Univ. di Oxford                                     | 5-3                                                 |                                                     |
| 1934      | Univ. di Cambridge                                  | 29-4                                                |                                                     |
| 1935      | Pareggio                                            | 0-0                                                 |                                                     |
| 1936      | Univ. di Cambridge                                  | 6-5                                                 |                                                     |
| 1937      | Univ. di Oxford                                     | 17-4                                                |                                                     |
| 1938      | Univ. di Cambridge                                  | 8-6                                                 |                                                     |
| 1939-1944 | non disputato a causa della seconda guerra mondiale | non disputato a causa della seconda guerra mondiale | non disputato a causa della seconda guerra mondiale |
| 1945      | Univ. di Cambridge                                  | 11-8                                                |                                                     |
| 1946      | Univ. di Oxford                                     | 15-5                                                |                                                     |
| 1947      | Univ. di Cambridge                                  | 6-0                                                 |                                                     |
| 1948      | Univ. di Oxford                                     | 14-8                                                |                                                     |
| 1949      | Univ. di Oxford                                     | 3-0                                                 |                                                     |
| 1950      | Univ. di Oxford                                     | 8-0                                                 |                                                     |
| 1951      | Univ. di Oxford                                     | 13-0                                                |                                                     |
| --------- | --------------------------------------------------- | --------------------------------------------------- | --------------------------------------------------- |

| Anno | Vincitore          | Risultato |
| 1952 | Univ. di Cambridge | 6-5       |
| 1953 | Pareggio           | 6-6       |
| 1954 | Univ. di Cambridge | 3-0       |
| 1955 | Univ. di Oxford    | 9-5       |
| 1956 | Univ. di Cambridge | 14-9      |
| 1957 | Univ. di Oxford    | 3-0       |
| 1958 | Univ. di Cambridge | 17-6      |
| 1959 | Univ. di Oxford    | 9-3       |
| 1960 | Univ. di Cambridge | 13-0      |
| 1961 | Univ. di Cambridge | 9-3       |
| 1962 | Univ. di Cambridge | 14-0      |
| 1963 | Univ. di Cambridge | 19-11     |
| 1964 | Univ. di Oxford    | 19-6      |
| 1965 | Pareggio           | 5-5       |
| 1966 | Univ. di Oxford    | 8-6       |
| 1967 | Univ. di Cambridge | 6-0       |
| 1968 | Univ. di Cambridge | 9-6       |
| 1969 | Univ. di Oxford    | 9-6       |
| 1970 | Univ. di Oxford    | 14-3      |
| 1971 | Univ. di Oxford    | 21-3      |
| 1972 | Univ. di Cambridge | 16-6      |
| 1973 | Univ. di Cambridge | 14-12     |
| 1974 | Univ. di Cambridge | 16-15     |
| 1975 | Univ. di Cambridge | 34-12     |
| 1976 | Univ. di Cambridge | 15-0      |
| 1977 | Univ. di Oxford    | 16-10     |
| 1978 | Univ. di Cambridge | 25-7      |
| 1979 | Univ. di Oxford    | 9-3       |
| 1980 | Univ. di Cambridge | 13-9      |
| 1981 | Univ. di Cambridge | 9-6       |
| 1982 | Univ. di Cambridge | 20-13     |
| 1983 | Univ. di Cambridge | 20-9      |
| 1984 | Univ. di Cambridge | 32-6      |
| 1985 | Univ. di Oxford    | 7-6       |
| 1986 | Univ. di Oxford    | 15-10     |
| 1987 | Univ. di Cambridge | 15-10     |
| 1988 | Univ. di Oxford    | 27-7      |
| ---- | ------------------ | --------- |

| Anno | Vincitore          | Risultato |
| 1989 | Univ. di Cambridge | 22-13     |
| 1990 | Univ. di Oxford    | 21-12     |
| 1991 | Univ. di Cambridge | 17-11     |
| 1992 | Univ. di Cambridge | 19-11     |
| 1993 | Univ. di Oxford    | 20-8      |
| 1994 | Univ. di Cambridge | 26-21     |
| 1995 | Univ. di Cambridge | 21-19     |
| 1996 | Univ. di Cambridge | 23-7      |
| 1997 | Univ. di Cambridge | 29-17     |
| 1998 | Univ. di Cambridge | 16-12     |
| 1999 | Univ. di Oxford    | 16-13     |
| 2000 | Univ. di Oxford    | 19-16     |
| 2001 | Univ. di Oxford    | 9-6       |
| 2002 | Univ. di Cambridge | 15-13     |
| 2003 | Pareggio           | 11-11     |
| 2004 | Univ. di Oxford    | 18-11     |
| 2005 | Univ. di Cambridge | 31-16     |
| 2006 | Univ. di Cambridge | 15-6      |
| 2007 | Univ. di Cambridge | 22-16     |
| 2008 | Univ. di Oxford    | 33-29     |
| 2009 | Univ. di Cambridge | 31-27     |
| 2010 | Univ. di Oxford    | 21-10     |
| 2011 | Univ. di Oxford    | 28-10     |
| 2012 | Univ. di Oxford    | 26-19     |
| 2013 | Univ. di Oxford    | 33-15     |
| 2014 | Univ. di Oxford    | 43-6      |
| 2015 | Univ. di Oxford    | 12-6      |
| 2016 | Univ. di Cambridge | 23-18     |
| 2017 | Univ. di Cambridge | 20-10     |
| 2018 | Univ. di Oxford    | 38-16     |
| 2019 | Univ. di Cambridge | 15-0      |
| 2020 | Univ. di Oxford    | 34-7      |
| 2022 | Univ. di Oxford    | 21-17     |
| ---- | ------------------ | --------- |

## Varsity Match femminile
Il Varsity Match femminile si è giocato per la prima volta nel 1988 e dal 2015 si svolge a Twickenham lo stesso giorno della partita maschile. 
Anche l'incontro femminile del 2020 è stato posticipato al 4 luglio 2021 causa la pandemia del COVID-19.
| Risultati          | Risultati |
| ------------------ | --------- |
| Vittorie Oxford    | 20        |
| Vittorie Cambridge | 13        |

Fonte http://www.rugbyarchive.net/Pagine/ArchivioPartite.aspx?ID=5462 The Rugby Archive
| Anno | Vincitore          | Risultato |
| 1988 | Univ. di Cambridge | 8-6       |
| 1989 | Univ. di Oxford    |           |
| 1990 | Univ. di Oxford    | 22-0      |
| 1991 | Univ. di Oxford    |           |
| 1992 | Univ. di Oxford    |           |
| 1993 | Univ. di Oxford    |           |
| 1994 | Univ. di Oxford    |           |
| 1995 | Univ. di Oxford    |           |
| 1996 | Univ. di Oxford    | 27-0      |
| ---- | ------------------ | --------- |

| Anno | Vincitore          | Risultato |
| 1997 | Univ. di Oxford    |           |
| 1998 | Univ. di Oxford    |           |
| 1999 | Univ. di Oxford    |           |
| 2000 | Univ. di Oxford    |           |
| 2001 | Univ. di Oxford    | 15-5      |
| 2002 | Univ. di Cambridge | 29-9      |
| 2003 | Univ. di Cambridge | 7-5       |
| 2004 | Univ. di Oxford    | 10-7      |
| 2005 | Univ. di Cambridge | 22-0      |
| ---- | ------------------ | --------- |

| Anno | Vincitore          | Risultato |
| 2006 | Univ. di Oxford    | 35-7      |
| 2007 | Univ. di Oxford    | 37-7      |
| 2008 | Univ. di Cambridge | 13-12     |
| 2009 | Univ. di Cambridge | 9-0       |
| 2010 | Univ. di Cambridge | 25-0      |
| 2011 | Univ. di Cambridge | 22-0      |
| 2012 | Univ. di Oxford    | 28-8      |
| 2013 | Univ. di Oxford    | 15-5      |
| 2014 | Univ. di Oxford    | 17-12     |
| ---- | ------------------ | --------- |

| Anno | Vincitore          | Risultato |
| 2015 | Univ. di Cambridge | 52-0      |
| 2016 | Univ. di Oxford    | 3-0       |
| 2017 | Univ. di Cambridge | 24-0      |
| 2018 | Univ. di Cambridge | 8-5       |
| 2019 | Univ. di Cambridge | 8-5       |
| 2020 | Univ. di Cambridge | 10-5      |
| ---- | ------------------ | --------- |

## Uniformi di gara
| Manica sinistra · Manica sinistra · Maglietta · Maglietta · Manica destra · Manica destra · Pantaloncini · Calzettoni |
| Cambridge |

| Manica sinistra · Maglietta · Maglietta · Manica destra · Pantaloncini · Calzettoni |
| Oxford                                                                              |

## Varsity
Il "Varsity" oltre al Rugby a 15 vede le due Università sfidarsi in altri sport:
- Canottaggio - The Boat Race
- Rugby a 13 - Rugby League Varsity Match
- Golf - The University Golf Match
- Vela - The Varsity Yacht Race
- Cricket - The University Match